# Scotty Morrison
Ian "Scotty" Morrison, född 22 april 1930, är en kanadensisk före detta ishockeydomare och domarbas. Han var verksam i den nordamerikanska ishockeyligan National Hockey League (NHL) mellan 1954 och 1955 samt 1965 och 1986.
Han började sin domarkarriär med att döma i olika junior- och seniorligor samt Western Hockey League (WHL). År 1954 blev han rekryterad till NHL men dömde där bara en säsong innan han återvände till WHL. I WHL var han domarbas och domare. I juni 1965 återvände han till NHL för att ersätta Carl Voss som skulle sluta som ishockeyligans domarbas. Han var på den positionen fram tills 1986 när Morrison blev ersatt av John McCauley. Varför han lämnade posten som domarbas, var för att NHL:s president John Ziegler Jr. hade utsett honom till chef för projektutveckling och blev stationerad på Hockey Hall of Fame-museet i Toronto i Ontario. Morrison blev snabbt president för HHOF, en position han hade fram till 1991. Det året utnämndes han till ordförande och VD och ledde HHOF fram tills 1998. Året därpå blev han invald i HHOF under kategorin "byggare".